# Die Stunde der Patrioten (Roman)
Die Stunde der Patrioten (englischer Originaltitel: Patriot Games) ist der Titel eines Romans von Tom Clancy aus dem Jahr 1987. Im selben Jahr erschien der Roman auch auf Deutsch.
Es handelt sich um den chronologisch ersten Roman, in dem Jack Ryan, ein CIA-Agent, der von Clancy in Jagd auf Roter Oktober eingeführt wurde, in der Hauptrolle auftritt.

## Handlung
Jack Ryan, Professor für Militärgeschichte, hält sich mit seiner Familie zu Recherchen in London auf. Als ahnungslose Passanten geraten sie in einen Terroranschlag, den eine Splittergruppe der IRA, die „Ulster Liberation Army“ (ULA), auf die Familie des britischen Thronfolgers verübt. Ryan gelingt es zwar, den Anschlag zu vereiteln, doch nun sind er und seine Familie ihres Lebens nicht mehr sicher. Die ULA-Killer verfolgen ihn in die USA, verwickeln seine Frau und Tochter in einen schweren Verkehrsunfall und greifen schließlich Ryans Anwesen an der Chesapeake Bay an. Es gelingt Ryan und seinen Helfern jedoch den Anschlag abzuwehren.

## Adaptionen
- 1992 wurde der Roman unter dem gleichnamigen Titel „Die Stunde der Patrioten“ mit geringen Änderungen (statt des Prince of Wales wird ein fiktiver Lord überfallen) mit Harrison Ford in der Rolle des Jack Ryan verfilmt.
- 2011[1] wurde ein Hörbuch[2] von Random House Audio, gelesen von Frank Arnold, veröffentlicht, und 2015 wurde es als mp3-Hörbuch neu aufgelegt.

## Belege
1. ↑  Die Stunde der Patrioten. Abgerufen am 26. Februar 2021.
2. ↑  Hörbuch